# اتفاقية باريس (1919)
اتفاقية باريس 1919 أو الاتفاقية المتعلقة بتنظيم الملاحة الجوية (بالفرنسية: Convention de Paris de 1919) هي أول اتفاقية دولية لمعالجة الصعوبات والتعقيدات السياسية التي تنطوي عليها الملاحة الجوية الدولية. أُبرمت الاتفاقية برعاية منظمة الطيران المدني الدولي. حاولت الاتفاقية تقليص السياسات المربكة من الأيديولوجيات والأنظمة التي يحتويها كل بلد من خلال تحديد مبادئ وأحكام توجيهية معينة، وتم التوقيع عليها في باريس في 13 أكتوبر 1919.

## الاتفاقية
كان للاتفاقية 9 فصول تناولت:
- المبادئ العامة.
- تبعية الطائرات.
- شهادات صلاحية الطيران والكفاءة.
- القبول في الملاحة الجوية فوق الأراضي الأجنبية.
- القواعد الواجب مراعاتها عند المغادرة عن السير وعند الهبوط.
- حظر النقل.
- طائرات الدول.
- اللجنة الدولية للملاحة الجوية.
- الحكم النهائي.

## الدول الموقعة
وقعت 27 دولة على هذه الاتفاقية وهي:
- بلجيكا
- اليونان
- بوليفيا
- بنما
- غواتيمالا
- بيرو
- بولندا
- البرتغال
- رومانيا
- مملكة صربيا، كرواتيا وسلوفينا
- سيام
- تشيكوسلوفاكيا
- الأوروغواي
- البرازيل
- الولايات المتحدة
- الصين
- كوبا
- الإكوادور
- الولايات المتحدة
- فرنسا
- هايتي
- مملكة الحجاز
- هندوراس
- إيطاليا
- اليابان
- ليبيريا
- نيكاراغوا